# Lethrinus ravus
Lethrinus ravus és una espècie de peix pertanyent a la família dels letrínids.

## Descripció
- Pot arribar a fer 25 cm de llargària màxima.
- 10 espines i 9 radis tous a l'aleta dorsal i 3 espines i 8 radis tous a l'anal.[2][3]

## Hàbitat
És un peix marí, associat als esculls i de clima tropical que viu entre 8 i 35 m de fondària.

## Distribució geogràfica
Es troba al Pacífic occidental: des de les illes Ryukyu fins a Austràlia i Nova Caledònia.

## Observacions
És inofensiu per als humans.